# Бойко Олександр Борисович
Олекса́ндр Бори́сович Бо́йко (18 січня 1973 — 9 листопада 2016, Павлопіль, Донецька область, Україна) — морський піхотинець Збройних Сил України, загинув в ході російсько-української війни.

## Короткий життєпис
Служив матросом у 501-му окремому батальйоні морської піхоти 36-ї окремої бригади морської піхоти.
Загинув вранці 9 листопада 2016 року від двох кульових поранень під час бойового зіткнення з ворожою ДРГ, яка пробралася до позицій морських піхотинців в районі села Павлопіль Донецької області.
Похований 12 листопада на Лісовому кладовищі.
Залишились батьки, дружина та двоє дітей.

## Нагороди та вшанування
- Указом Президента України № 23/2017 від 3 лютого 2017 року «за особисту мужність, виявлену у захисті державного суверенітету та територіальної цілісності України, самовіддане виконання військового обов'язку» нагороджений орденом «За мужність» III ступеня (посмертно)[2].
- 16 листопада 2017 року на фасаді Київської гімназії № 39, де навчався Олександр, йому встановлено меморіальну дошку[3].